# 齐涉
齐涉（4世纪—387年），五胡十六国安次人。
后燕建兴二年（东晋太元十二年，387年），安次人齐涉聚集当地的民众八千余家，据新栅（今河北省清河县西）投奔后燕，后燕皇帝慕容垂拜齐涉为魏郡太守。不久，齐涉叛燕，与东晋叛将张愿联合率众一万余人，进驻祝阿（今山东省济南市长清区东北）的瓮口，并联络黎阳（今河南省浚县北）丁零（内迁少数民族）翟辽共同呼应齐涉。二月，慕容垂派范阳王慕容德、陈留王慕容绍、龙骧将军张崇等统领步、骑兵二万人，会合高阳王慕容隆一起攻击张愿。新栅人冬鸾抓住齐涉，押送到后燕。慕容垂下诏诛斩齐涉父子。